# The Australia Institute
The Australia Institute est un think tank progressiste australien conduisant des recherches de politique publique portant sur un large éventail de questions économiques, sociales, environnementales et de transparence afin d’éclairer le débat public et d'apporter une plus grande responsabilité au processus démocratique.
The Australia Institute est basé à Canberra, la capitale de l'Australie.

## Positionnement
The Australia Institute se décrit lui-même comme l'un des think tanks ayant le plus d'influence en Australie. Il se présente comme étant « déterminé à pousser le débat public au delà de la question simpliste de savoir si les marchés et le gouvernement ont les réponses aux questions les plus importantes. Quand le gouvernement doit-il intervenir sur les marchés ? Quand doit-il rester en retrait ? Et quand une régulation est nécessaire, quelle forme doit-elle prendre ? ».
The Australia Institute a été classé à gauche, indépendant, progressiste, ou centriste.

## Recherches
Les chercheurs de The Australia Institute  ont des commentateurs éminents sur les problèmes de politique publique, y compris les questions de réchauffement climatique, d'énergie, de marché des émissions, de politique de taxations et d'inégalité. 

### Changement climatique et énergie
The Australia Institute agit pour promouvoir des mesures de réduction du réchauffement climatique et a été critique sur ce qu'il considère comme un manque d'action du gouvernement fédéral australien sur cette question. The Australia Institute a critiqué le refus du gouvernement de John Howard (1996-2007) de ratifier le protocole de Kyoto. Il affirme que l'ancien premier ministre et plusieurs ministres majeurs de son gouvernement ont nié l'évidence scientifique du réchauffement climatique et que le secteur industriel de l'énergie a guidé la politique énergétique du gouvernement. Des comptes-rendus qui ont fuité de rencontres entre le premier ministre, le ministre de l'énergie et des lobbyistes des énergies fossiles ont apporté une confirmation de ces affirmations,.
The Australia Institute a été actif pour promouvoir le développement d'énergies renouvelables et d'autres mesures d'atténuation et a aussi mené de fortes campagnes contre l'industrie nucléaire en Australie.
The Australia Institute a critiqué le marché des droits à polluer mis en place par le gouvernement de Kevin Rudd (2007-2010) en arguant que cette mesure s'est révélée inefficace pour prendre en compte les actions volontaires et qu'elle a accordé des compensations excessives aux industries polluantes.
The Australia Institute a parlé positivement du mécanisme de taxe carbone instauré par le gouvernement de Julia Gillard (2010-2013) en estimant que le fait de commencer par un prix fixe suivi par une transition vers un marché des émissions avait du sens étant donné qu'il n'y avait pas de consensus sur le but à atteindre concernant les réductions des émissions.
En 2014, alors que le gouvernement de Tony Abbott (2013-2015) remettait en cause la taxe carbone et menaçait de fermeture plusieurs structures gouvernementales telles que la Clean Energy Finance Corporation (en) et la Climate Change Authority, destinées à favoriser les sources d'énergie renouvelables, le directeur de la stratégie de The Australia Institute,  Ben Oquist (en), s'est impliqué dans la décision du Parti unifié de Palmer de voter contre ces suppressions. Oquist a écrit que The Australia Institute était déçu que la taxe carbone soit sur le point d'être annulée mais que le maintien de ces institutions, avec l'appui de l'ancien vice-président des États-Unis Al Gore, très impliqué dans la lutte contre le réchauffement climatique, évitait un grand retour en arrière.
En 2017, The Australia Institute a souligné que les émissions de gaz à effet de serre avaient augmenté rapidement depuis la suppression de la taxe carbone, et l'économiste Matt Grudnoff critiquait la National Energy Guarantee (en) du gouvernement de Malcolm Turnbull (2015-2018) en affirmant que cette politique énergétique aurait probablement pour effet d'aggraver les émissions.
La même année, The Australia Institute a pris en charge la propriété intellectuelle du Climate Institute après sa fermeture et lança un programme Climat et énergie afin de poursuivre son travail,. En 2018, The Australia Institute a produit son premier rapport sur le Climat de la Nation.

### Centre for Future Work
En 2016, The Australia Institute a mis en place le Centre for future work afin de conduire et publier des recherches économiques sur le travail, l'emploi, le marché du travail et leur évolution future. Son premier directeur est l'économiste canadien Jim Stanford (en).

### The Australia Institutede Tasmanie
En 2017, The Australia Institute établit une antenne locale en Tasmanie.

## Fonds
The Australia Institute est un organisme indépendant recevant des fonds de donations individuelles ou de la part de groupes philanthropiques, ainsi que des rémunérations pour ses travaux de recherche par des organisations professionnelles non gouvernementales.
The Australia Institute n'accepte pas de donations ou de demande de travaux de la part de partis politiques.